# Vlag van Udenhout

Vlag van de gemeente Udenhout
(1973-1997)

De vlag van Udenhout werd op 7 juni 1973 bij raadsbesluit vastgesteld als de gemeentelijke vlag van Udenhout in de Nederlandse provincie Noord-Brabant. Het dundoek werd in het raadsbesluit als volgt beschreven:
Banen van geel en groen, met in de broeking op geel een blauwe leeuw; op groen een van groen-rood, geel-rood geschaakt veld
Op 1 januari 1997 is de gemeente Udenhout opgegaan in de gemeente Tilburg, waarmee de vlag als gemeentevlag kwam te vervallen. 

## Verklaring
Tot 1973 werd een in 1935 uitgereikte defileervlag als gemeentevlag gebruikt. Udenhout was niet de enige gemeente die een dergelijke vlag als gemeentevlag in gebruik heeft genomen. 
Op 14 december werd een  door  de  toenmalige streekarchivaris P.J.M. Wuisman ontworpen vlag namens het college van Burgemeester en wethouders aan de Hoge Raad van Adel gestuurd met het verzoek om advies. De kleuren van het gemeentewapen (geel en blauw) kwamen in veel omliggende gemeenten voor en waren daardoor niet bruikbaar. De hoofdkleuren geel en groen verwezen naar de bekende zandverstuivingen  van de Drunense  en  Loonse  Duinen, die  binnen de gemeente lagen, en naar de vele bossen waaraan  Udenhout zijn  naam  ontleende. Op de gele baan was  de  leeuw uit het gemeentewapen geplaatst, op de groene waren blokken met de kleuren van de beide plaatselijke gilden, Sint Sebastiaan en Antonius (groen-rood) en Sint-Joris (geel-rood) opgenomen. De  streekarchivaris  haalde zijn inspiratie duidelijk uit de vlaggen van Moergestel en Helvoirt. De Hoge Raad vond dat de vlag harmonie ontbeerde en adviseerde de volgende vlag:  drie banen van groen, geel en rood, waarvan de hoogten zich verhouden als 1:2:1 met op de  middelste baan aan de broekzijde een blauwe leeuw. De gemeente legde dit advies naast zich neer en nam het oorspronkelijke ontwerp aan.